# Poppy Field
Poppy Field (em português: "Campo de Papoilas"), no original romeno Câmp de Maci, é um filme dramático da Roménia realizado por Eugen Jebeleanu. Estreou a novembro de 2020 na 24ª edição do Tallinn Black Nights Film Festival, na Estónia.
No filme, um militar da Gendarmeria Romena encontra-se sob pressão quando o seu ex-amante ameaça falar com os seus colegas durante uma operação.

## Trama
Cristi é militar na força policial da Gendarmeria Romena. Um dia, Cristi, que não é assumido perante os seus colegas, está envolvido numa operação num cinema onde fanáticos religiosos estão a boicotar a exibição de um filme LGBT. Ao ser reconhecido por um ex-amante, este ameaça contar aos presentes que Cristi também é gay. 

## Produção

### Desenvolvimento
Poppy Field é a primeiro longa-metragem de Eugen Jebeleanu. O roteiro de Poppy Field foi escrito por Ioana Moraru. A exibição do filme que surge na história é inspirada na polémica do drama LGBT Soldiers (título original Soldatii. Poveste din Ferentari) de Ivana Mladenovic, que foi exibido nos cinemas romenos. Neste filme, o hetero Adi oferece ao ex-presidiário cigano Alberto a sua ajuda para escapar da pobreza sem segundas intenções, mas um romance nasce entre os dois. Este filme também foi interrompido por manifestantes durante as exibições na Roménia, assim como o filme francês 120 BPM alguns dias antes. Os protestos, motivados por ideais religiosos, acusaram os dois filmes LGBT de depravação. Jebeleanu também usa a premissa que Dan Chişus usou no seu filme 5 Minute para mostrar a difícil situação dos homossexuais na Roménia.

Cristi é gay e trabalha para a Gendarmeria Romena, que é responsável pelo efeito dominó

Durante mais de dez anos, o trabalho do diretor de teatro romeno Jebeleanu concentra-se em projetos que abordam questões políticas e sociais. Com o seu trabalho, ele quer dar voz a pessoas anónimas que não aderem à cultura vigente e que se rebelam contra sistemas que restringem a liberdade de expressão. Jebeleanu, que é tido como o único diretor abertamente gay na Roménia, queria que o filme mostrasse a Roménia atual, especificamente um protesto em Bucareste em 2013, quando grupos conservadores interromperam a exibição de um filme LGBT num cinema. Este contexto inicial criou o pré-requisito para a construção de uma estrutura social responsável por um efeito dominó na vida de Cristi. Quando o seu protagonista tenta adaptar-se às exigências heteronormativas do seu ambiente, ele incorpora o conflito e a vulnerabilidade de muitas pessoas LGBTG+ na Romênia e em outros lugares: “Por outras palavras, a estrutura social da história desencadeia o conflito interno do protagonista que tenta reequilibrar-se novamente”, diz o diretor.

### Elenco e filmagem
Conrad Mericoffer desempenha o papel principal do militar não assumido Cristi. Radouan Leflahi surge como o seu parceiro Hadi e Cendana Trifan surge como a irmã de Cristi, Catalina, que está muito interessada na vida privada e amorosa do seu irmão. Alexandru Potocean, Rolando Matsangos, Alex Călin, Ionuţ Niculae e George Piștereanu podem ser vistos nos papéis dos colegas de Cristi na Gendarmeria.
As gravações decorreram ao longo de 16 dias em fevereiro e março de 2019. O cinematógrafo é Marius Panduru, um dos mais requisitos dos últimos anos. Panduru filmou Poppy Field no formato 16mm.

### Lançamento
A primeira apresentação do filme aconteceu no dia 15 de Novembro de 2020 no Tallinn Black Nights Film Festival. No final de novembro de 2020, foi exibido no Torino Film Festival e também online no Festival Internacional de Cine de Gijón. O filme está programado para chegar aos cinemas romenos em 2021. Os direitos de distribuição na Alemanha pertencem à Missing Films.